# BRDC International Trophy 1970
Il BRDC International Trophy 1970 (XXIV BRDC International Trophy)  fu una gara di Formula 1 non valida per il campionato del mondo che si disputò il 23 aprile 1970 sul Circuito di Silverstone. La gara venne disputata su due manches da 26 giri ciascuna, con classifica finale per somma di tempi. Alla gara parteciparono anche vetture di Formula 5000.
La gara venne vinta da Chris Amon su March. Il pilota neozelandese fece segnare anche il giro più veloce e partì in pole position in entrambe le manches. Essa rappresentò la prima vittoria in una gara di Formula 1 per Amon che, curiosamente, in carriera non vinse nessun gran premio valido per il mondiale.

## Classifica
| Pos | Pilota         | Costruttore        | Giri | Tempo/Ritiro     |
| --- | -------------- | ------------------ | ---- | ---------------- |
| 1   | Chris Amon     | March-Ford         | 52   | 1:13:32.2        |
| 2   | Jackie Stewart | March-Ford         | 52   | + 10.0           |
| 3   | Piers Courage  | De Tomaso-Ford     | 52   |                  |
| 4   | Bruce McLaren  | McLaren-Ford       | 52   |                  |
| 5   | Reine Wisell   | McLaren-Ford       | 51   | + 1 Giro         |
| 6   | Denny Hulme    | McLaren-Ford       | 50   | + 2 Giri         |
| 7   | Mike Hailwood  | Lola-Chevroletǂ    | 50   | + 2 Giri         |
| 8   | Frank Gardner  | Lola-Chevroletǂ    | 50   | + 2 Giri         |
| 9   | Graham Hill    | Lotus-Ford         | 50   | + 2 Giri         |
| 10  | Mike Walker    | McLaren-Chevroletǂ | 50   | + 2 Giri         |
| 11  | Davie Powell   | Lola-Chevroletǂ    | 48   | + 4 Giri         |
| 12  | Trevor Taylor  | Surtees-Chevroletǂ | 47   | + 5 Giri         |
| 13  | Pete Lovely    | Lotus-Ford         | 46   | + 6 Giri         |
| 14  | Gordon Spice   | Kitchener-Fordǂ    | 43   | + 9 Giri         |
| 15  | Kaye Griffiths | Lola-Chevroletǂ    | 43   | + 9 Giri         |
| 16  | Peter Gethin   | McLaren-Chevroletǂ | 40   | + 12 Giri        |
| 17  | John Miles     | Lotus-Ford         | 37   | + 15 Giri        |
| Ret | Jochen Rindt   | Lotus-Ford         | 33   | Motore           |
| Ret | Howden Ganley  | McLaren-Chevroletǂ | 24   | Probl. Meccanici |
| Ret | Jack Brabham   | Brabham-Ford       | 22   | Motore           |
| Ret | Fred Saunders  | Crosslé-Roverǂ     | 17   |                  |
| Ret | Graham McRae   | McLaren-Chevroletǂ | 16   |                  |
| Ret | David Hobbs    | Surtees-Chevroletǂ | 9    |                  |
| Ret | David Prophet  | McLaren-Chevroletǂ | 1    |                  |